# Marlena Maląg

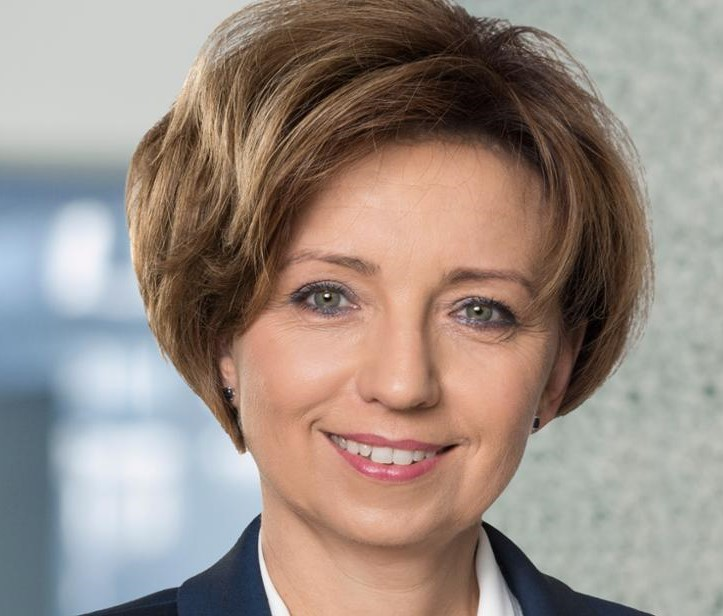
Marlena Maląg (2020)

Marlena Maląg (* 2. November 1964 in Ostrów Wielkopolski) ist eine polnische Politikerin und Pädagogin. Sie gehört der Partei Prawo i Sprawiedliwość (Recht und Gerechtigkeit) an. 

## Leben
Marlena Maląg war von 2016 bis 2018 Vizewoiwodin von Großpolen und von 2019 bis 2024 Mitglied des Sejm. In den Jahren 2018 bis 2019 leitete sie den Staatlichen Fonds zur Rehabilitierung Behinderter Personen und war mehrfach Ministerin im Ministerium für Familie, Arbeit und Sozialpolitik (2019–2020 und 2020–2023) sowie im Ministerium für Entwicklung und Technologie (2023). Bei der Europawahl 2024 wurde sie ins Europaparlament gewählt. Dort gehört sie der Fraktion Europäische Konservative und Reformer an. 